# Ulica Zamkowa w Poznaniu
Ulica Zamkowa – ulica na Starym Mieście, na osiedlu samorządowym Stare Miasto w Poznaniu, zlokalizowana pomiędzy Starym Rynkiem, a ul. Rynkową i Wzgórzem Przemysła, której nazwa wywodzi się od Zamku Królewskiego na Wzgórzu. Ulica jest wybrukowana.

## Historia i obiekty

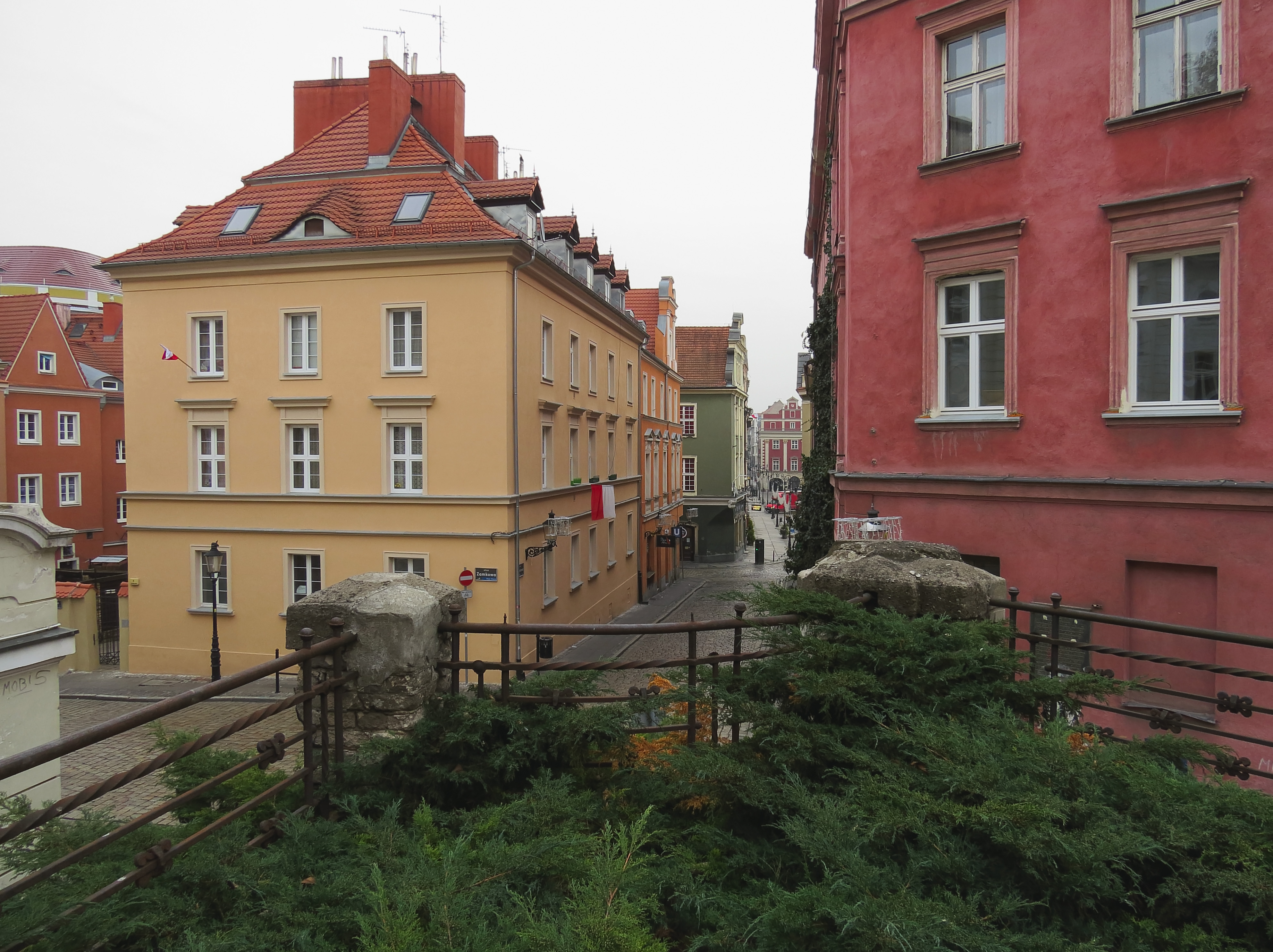
Narożnik przy Górze Przemysła

Trakt w tym miejscu wytyczony był już w średniowieczu na tzw. Podgórcze, obejmujące dwa kwartały zabudowy od Rynku po mury zamkowe. Odbiegał on wówczas nieznacznie od obecnego przebiegu. Część przyrynkową zasiedlali głównie kramarze, krawcy i budnicy, a przy samych murach żyli ludzie bez zawodu, z najniższych warstw społecznych. Ulica w dzisiejszej formie była zawsze ważnym elementem poznańskiego świata gastronomicznego – mieściło się tu dużo restauracji i stan ten trwa do dziś (przed II wojną światową były to głównie jadłodajnie niskiej kategorii). Przy ulicy w XIX wieku funkcjonowało kilka szynków i dwie wysokiej klasy restauracje: Korzeniowskiego i Stillera (ten drugi został ostatecznie zrujnowany przez zbyt rozrzutnie zaciągane kredyty). Miejscem biesiad wyzwolonej młodzieży była natomiast restauracja Sujeckiego.
W okresie międzywojennym istniał tu (w budynku z 1903) urząd stanu cywilnego, obecnie znajdujący się w budynku Wagi Miejskiej. W 1939, podczas prac kanalizacyjnych, odkryto pod ulicą drewniane rury wodociągowe, które były pozostałością rurociągu założonego przez Edwarda Raczyńskiego w 1841.
Kamienica pod numerem 5 należała od 1889 do Stanisława i Konstancji z Ziołeckich Sławskich i była znaczącym ośrodkiem życia towarzyskiego Polaków. Wychował się tutaj Roger Sławski i Maria Wicherkiewiczowa. Bywali tutaj często dr Bolesław Krysiewicz i Stefan Cegielski – syn Hipolita. Przy ulicy działała księgarnia Juliusza Munka – wydawcy dzieł literatury polskiej. Pod numerem 7 spotykali się poznańscy komuniści i działacze rewolucyjni (powstał tu jeden z klasowych związków zawodowych, a na przełomie lat 1920/1921 zawiązał się okręgowy komitet Komunistycznej Partii Polski na Poznańskie i Pomorze). W latach 1923–1926 działał tu Uniwersytet Robotniczy. Prawdopodobnie również w tym domu wcześniej powstała czytelnia (1823), będąca zaczynem późniejszego Kasyna Polskiego. Przychodzili doń m.in. Jędrzej Moraczewski, Cyprian Jarochowski, Wiktor Kurnatowski, Karol Libelt, Karol Marcinkowski i Teodor Teofil Matecki. W wyniku tych spotkań zrealizowano m.in. pomysły powołania Teatru Polskiego i Bazaru.
Na rogu Starego Rynku stoi kamienica należąca ongiś do Cyryla Ratajskiego.
Przy ulicy znajdują się wartościowe architektonicznie budynki:
- nr 1-2 z około 1880, odbudowany w latach 50. XX wieku,
- nr 3 z 1881,
- nr 4b z początku XIX wieku, odbudowany około 1950 według projektu Bogdana Mrozka,
- nr 5 z początku XIX wieku, odbudowany w 1949 według projektu Aleksandra Holasa,
- nr 7/7a z 1880[5].

## Galeria

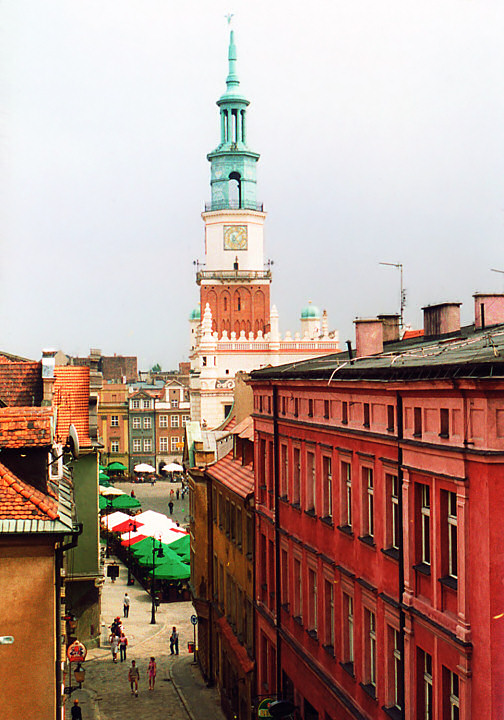
Widok ku Staremu Rynkowi
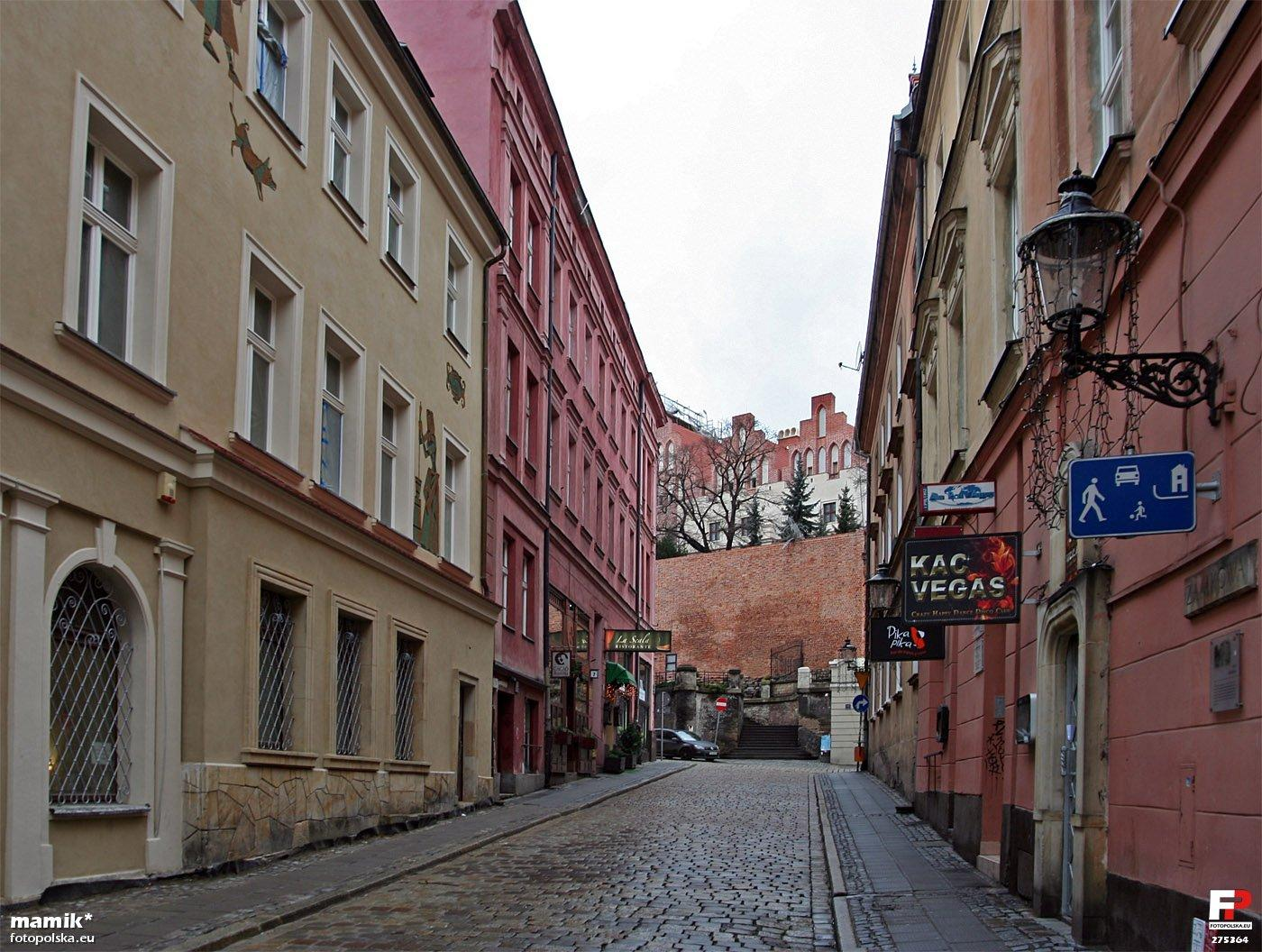
Widok ku Zamkowi Królewskiemu
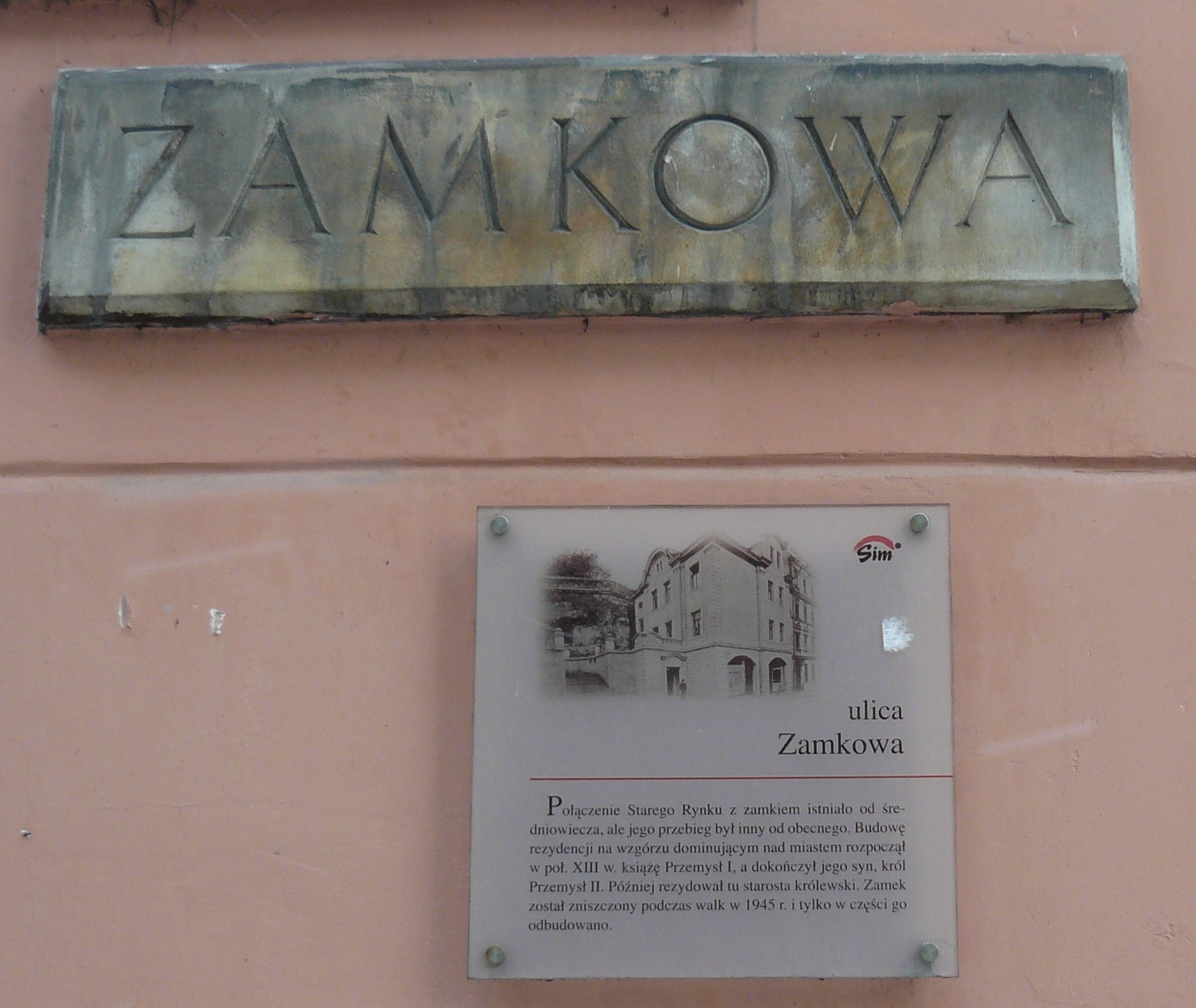
Oznakowanie